# ماریا شوروچکینا
ماریا شوروچکینا (روسی: Мария Владимировна Шурочкина؛ زادهٔ ۳۰ ژوئن ۱۹۹۵) شناگر شنای موزون اهل روسیه است.
وی همچنین برندهٔ جوایزی همچون نشان دوستی شده‌است.
وی در مسابقات کشوری و بین‌المللی در مجموع برندهٔ ۱۷ مدال طلا شده‌است.